# Stalag IV H

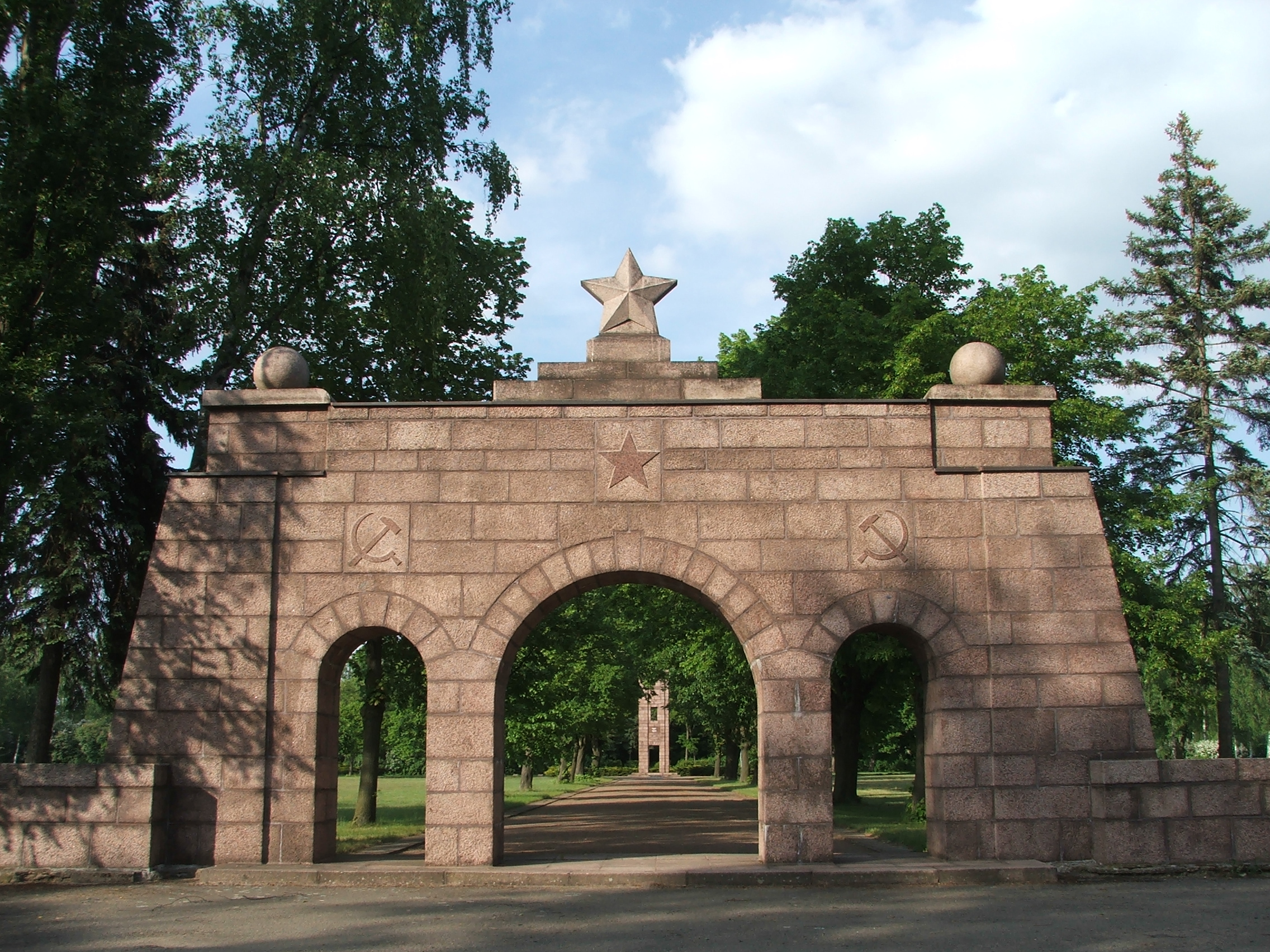
Eingang zur Gedenkstätte

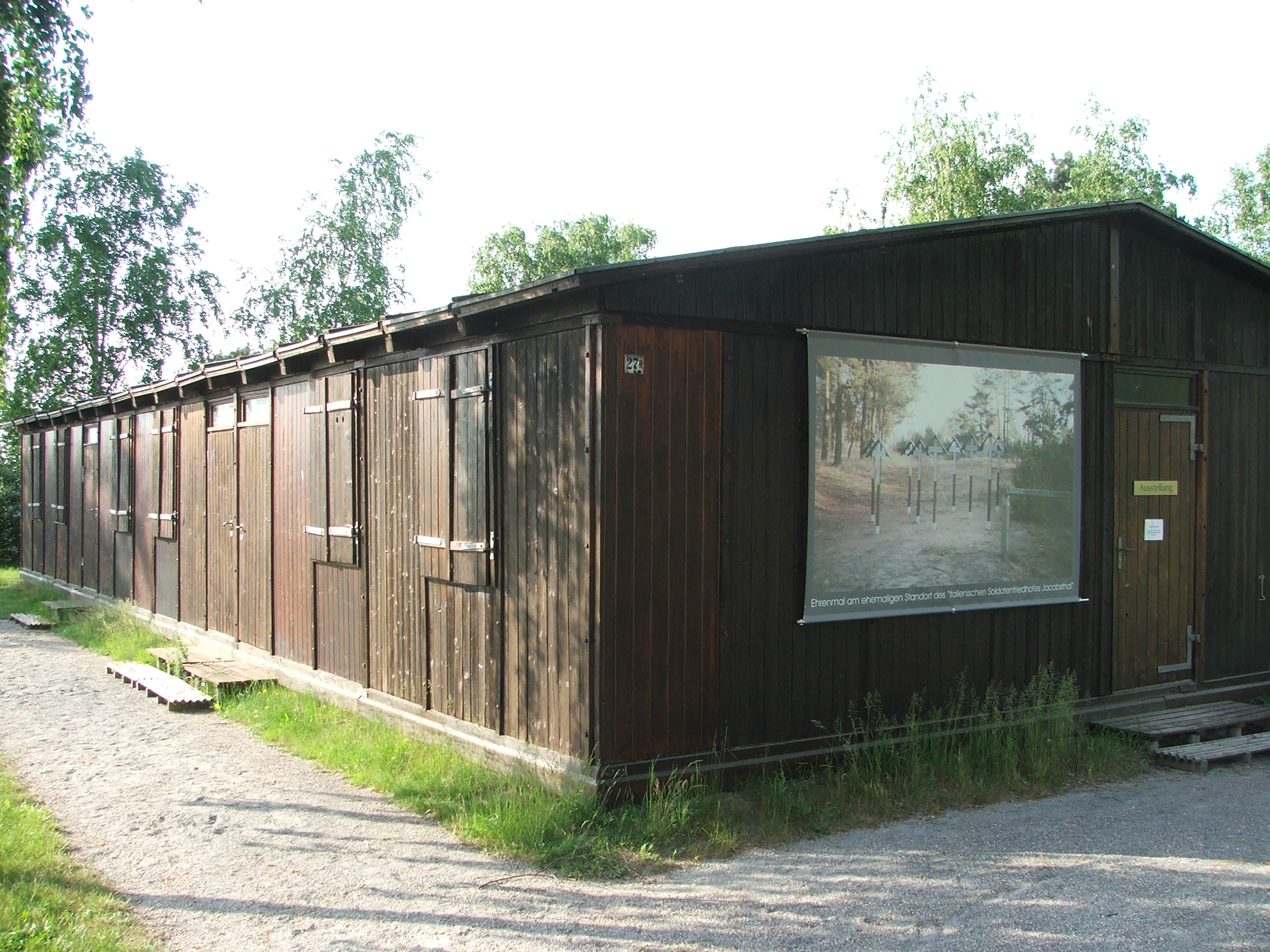
Baracke auf dem Gelände

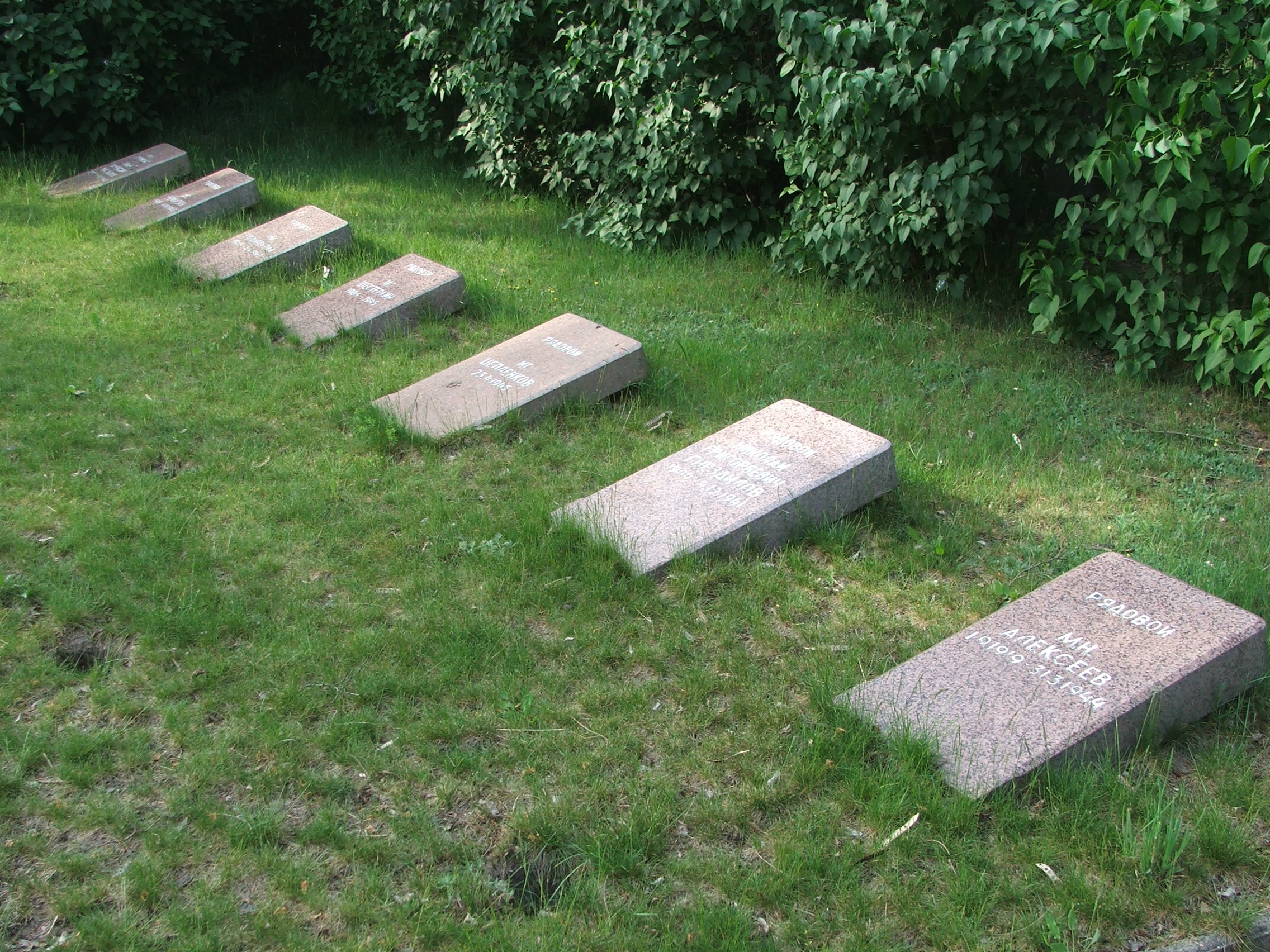
Gräber

Die Gedenkstätte Ehrenhain Zeithain in Zeithain, nordöstlich von  Riesa erinnert an die Opfer des Kriegsgefangenen-Mannschaftsstammlager Stalag 304 (Stalag IV-H) Zeithain an diesem Ort. Es bestand zwischen 1941 und 1945, ab 1942 als Zweiglager des Mühlberger Stammlagers IV B mit der Bezeichnung Stalag IV B/Z.

## Geschichte des Lagers
Bereits vor dem deutschen Angriff auf die Sowjetunion wurde durch das Oberkommando der Wehrmacht (OKW) die Errichtung von insgesamt 60 Front-Stalags für sowjetische Kriegsgefangene beschlossen. Während diese Lager im Generalgouvernement und in den besetzten sowjetischen Gebieten errichtet werden sollten, waren auch 14 Standorte innerhalb des Deutschen Reiches vorgesehen, darunter der Truppenübungsplatz Zeithain. Jedes dieser Lager sollte bis zu 30.000 Gefangene unterbringen können. 

### Hauptlager Zeithain
Das Kriegsgefangenenlager Zeithain wurde ab 1941 durch französische und jugoslawische Kriegsgefangene errichtet. Das Lager grenzte an den Bahnhof Jacobsthal. Es lag in militärischem Sperrgebiet, dem Truppenübungsplatz Zeithain, etwa 2 Kilometer von Zeithain entfernt.
Im April 1941 begann man in Zeithain mit den Vorbereitungen zum Lagerbau. Ab Juli 1941 begannen etwa 2000 Kriegsgefangene mit der Errichtung von Unterkünften für die Wachmannschaften sowie Wirtschaftsgebäuden. Erst ab September folgten Gefangenenbaracken. Bis Ende 1941 stieg die Zahl der Gefangenen im Lager auf über 10.000. Ende 1942 wurde das Lager fertiggestellt. Bereits während der Aufbauphase fielen rund 7.000 Gefangene dem Fleckfieber, den katastrophalen hygienischen Verhältnissen sowie der unzureichenden Ernährung und medizinischen Versorgung zum Opfer. Etwa 1.000 Gefangene wurden in das Konzentrationslager Buchenwald transportiert und dort ermordet.
Auf Grund der gestiegenen Bedeutung von Zwangsarbeitern für die deutsche Kriegswirtschaft wurde das Lager ab September 1942 schrittweise in ein Lazarett für in Arbeitskommandos verunglückte und erkrankte Gefangene umgewandelt, jedoch wurden die Lebensbedingungen im Lager nur unwesentlich verbessert. Insgesamt verstarben in Zeithain ca. 25.000 bis 30.000 sowjetische und mehr als 900 Kriegsgefangene aus anderen Ländern.
Nachdem im Lager zunächst vor allem sowjetische Kriegsgefangene untergebracht waren, erreichten ab Oktober 1943 infolge der italienischen Kapitulation zunehmend auch italienische sogenannte Militärinternierte das Lager. Nach der Niederschlagung des Warschauer Aufstandes wurden anschließend rund 1400 polnische Gefangene in das Lager verlegt.
Am 23. April 1945 befreite die Rote Armee das Kriegsgefangenenlager Zeithain. Die sowjetische Militäradministration beschloss zunächst eine Untersuchung der Verbrechen in Zeithain und später die Errichtung einer Gedenkstätte. Bis 1949 entstanden so der Ehrenhain Zeithain sowie diverse Friedhöfe, auf denen nicht-sowjetische Opfer jedoch keine Würdigung fanden.
Die Holzbaracken wurden nach dem Krieg demontiert. Die Steinbaracken wurden bis auf die Fundamente abgerissen. Das Gelände des Gefangenenlagers wurde bis 1992 als Panzerübungsgelände innerhalb des sowjetischen Truppenübungsplatzes Zeithain benutzt. Die nördliche der beiden Lagerstraßen sowie Gebäudefundamente blieben erhalten. Seit 2003 wird die Struktur des Lagers dokumentiert.

### Waldlager Zeithain
Das Waldlager lag innerhalb des Truppenübungsplatzes der Wehrmacht. Es wurde noch vor dem Eintreffen der sowjetischen Kriegsgefangenen als Lazarett mit 300 Betten für das Hauptlager eingerichtet. Es lag nördlich des Wasserwerkes an der Kreuzung der Nördlichen Zeithainer Straße (heute: Gröditzer Straße, B 169) mit dem Glaubitzer Weg (heute: Forstweg). Der Lagerarzt des Hauptlagers war dafür zuständig. Behandelt wurde in Krankenbaracken von kriegsgefangenen polnischen und serbischen Ärzten, später von kriegsgefangenen sowjetischen Ärzten, Sanitätern und Krankenschwestern. Ab Februar übernahm das Stalag 304 (IV H) die Funktion des Kriegsgefangenen-Reservelazarettes. Das Lazarett Waldlager wurde am 26. Februar 1943 geschlossen.

## Prüf- und Filtrationslager

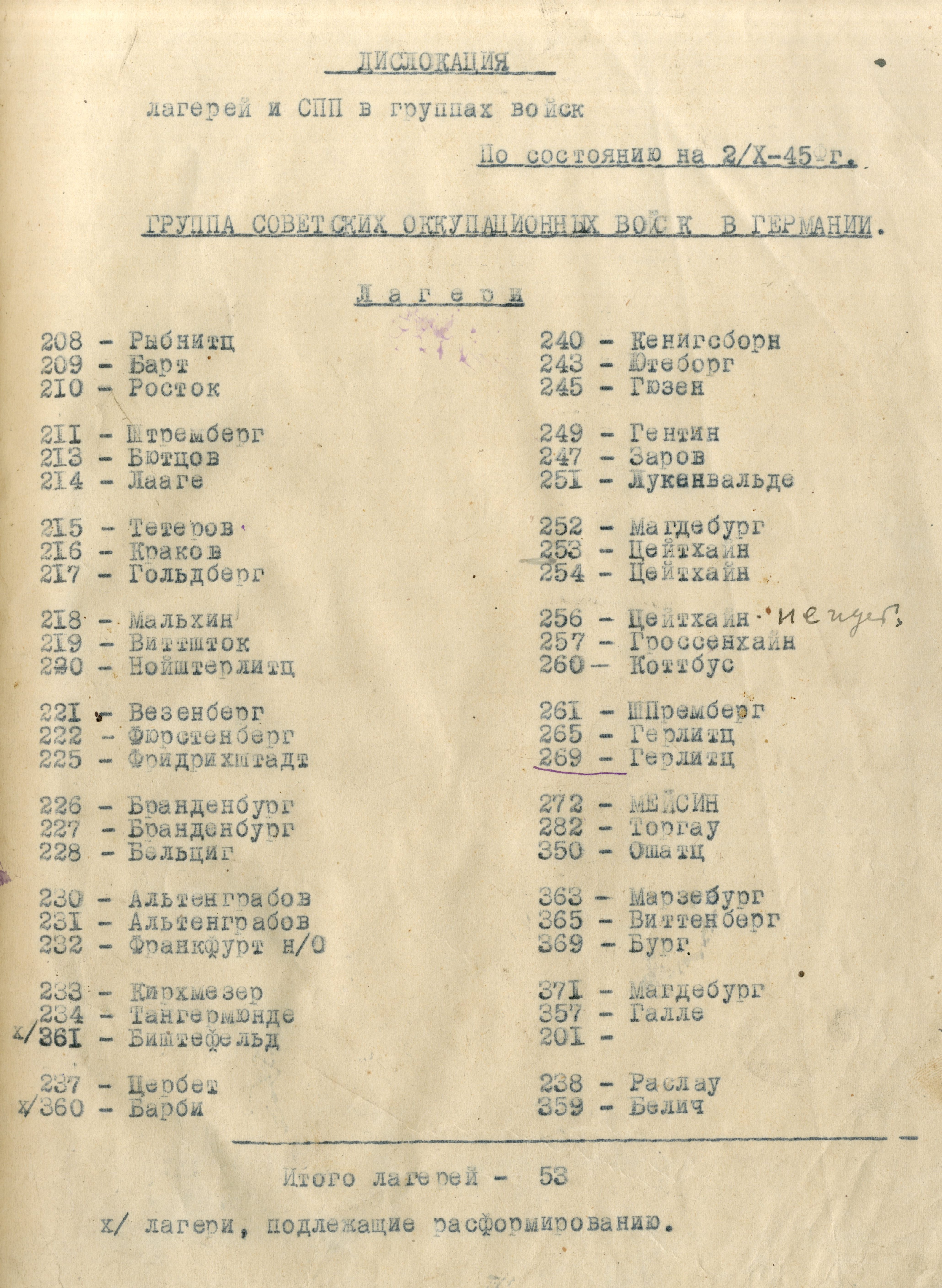
Liste der „Zwischensammelstellen“ (russisch: сборно-пересыльные пункты, СПП) in der Sowjetischen Besatzungszone (2. Oktober 1945), die Lager in Zeithain unter den Nummern 253, 254 und 256

Nach der Befreiung 1945 richtete die der Abteilung für Sammel- und Filtrationslager des Volkskommissariats für innere Angelegenheiten (NKWD) der Sowjetunion auf dem Gelände des Stalag IV H die drei Prüf- und Filtrationslager Nr. 253, Nr. 254 und Nr. 256 ein, in denen befreite Kriegsgefangene des Zweiten Weltkrieges und „Ostarbeiter“ bei der Repatriierung überprüft wurden, um „Vaterlandsverräter, Spione und Deserteure“ zu ermitteln.

## Gedenkstätte

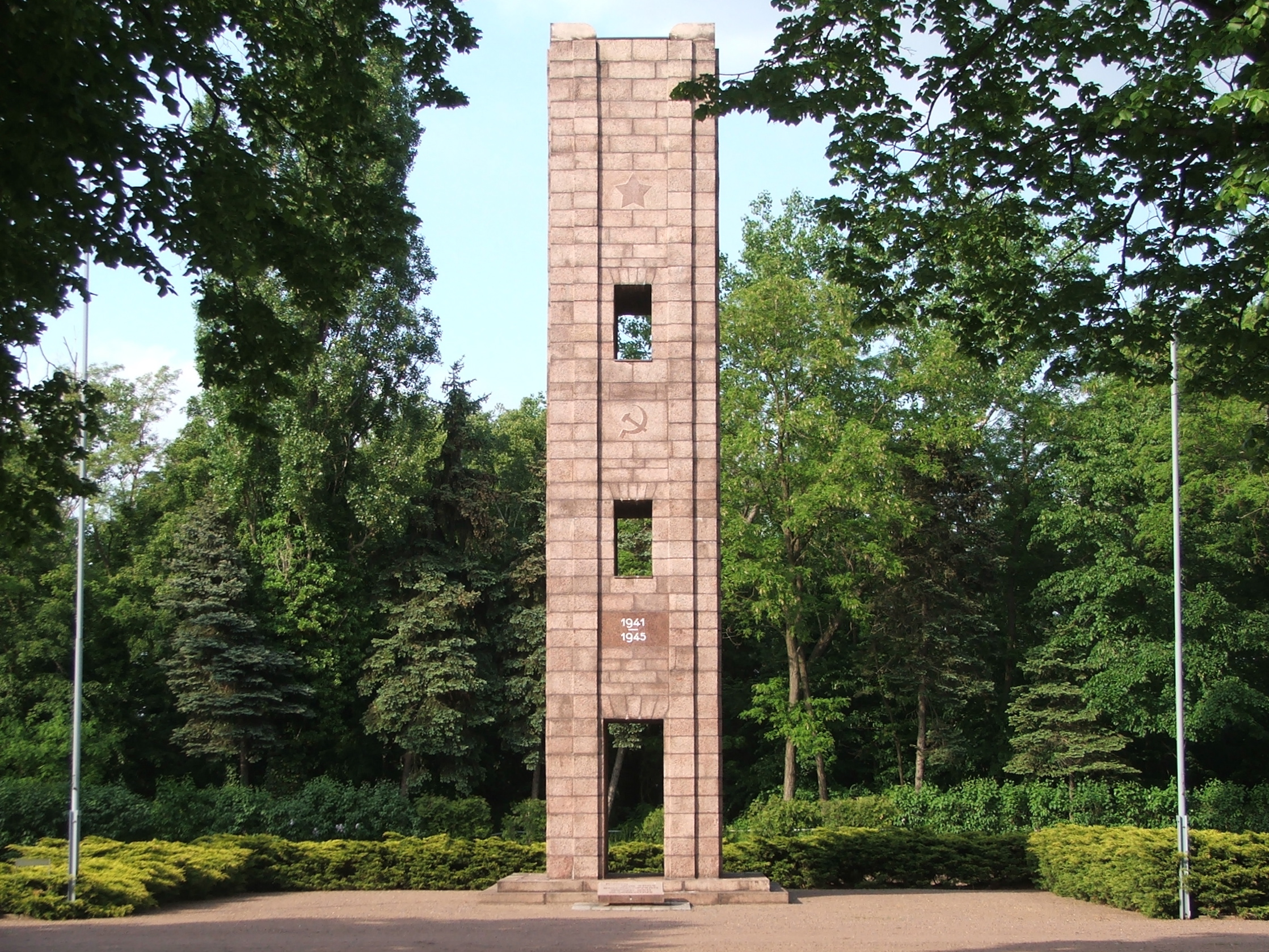
Monument

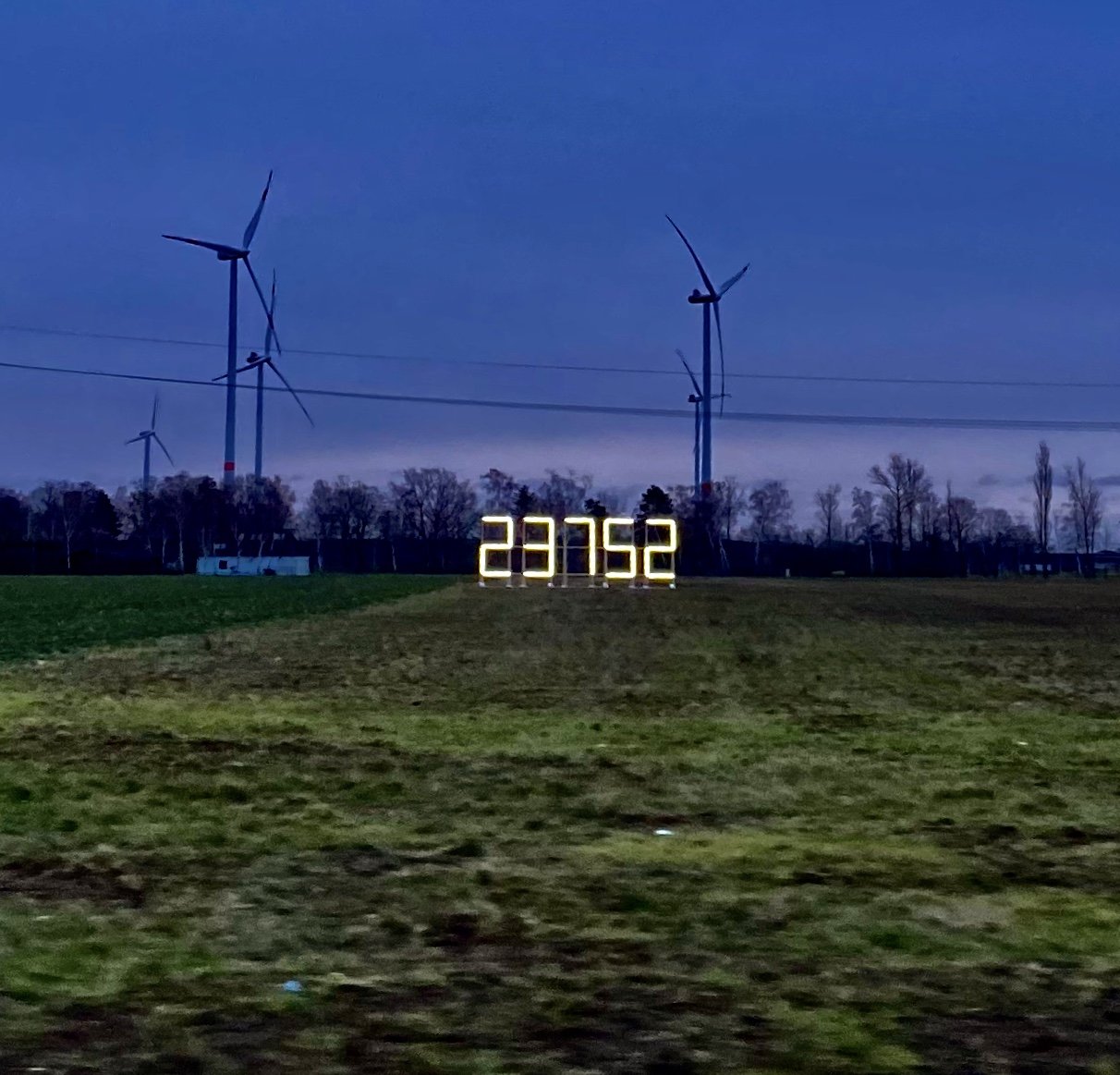
Aktion zum Gedenken der Opfer des Stalag IV H im Januar 2020

Die historische Aufarbeitung der Lagergeschichte begann 1977. 1984 beschloss die SED-Führung mit Zustimmung der sowjetischen Militärbehörden die Errichtung einer Gedenkstätte auf dem Friedhof/Ehrenhain Zeithain anlässlich des 40. Jahrestages des Kriegsendes. Im April 1985 wurde eine erste Dauerausstellung im früheren Wohnhaus des Friedhofsgärtners errichtet, die jedoch ausschließlich dem Schicksal sowjetischer Kriegsgefangener gewidmet war. Auf Grund der inhaltlichen Mängel förderte die Stiftung Sächsische Gedenkstätten ab 1995 die geschichtswissenschaftliche Erforschung des Lagers, aus der 1999 eine neue (provisorische) Ausstellung entstand. 1997 gründete sich zudem ein eigener Förderverein. Seit dem 1. Januar 2002 befindet sich die Gedenkstätte in unmittelbarer Trägerschaft der Stiftung Sächsische Gedenkstätten. Seit Juni 2003 verfügt die Gedenkstätte über eine neue Dauerausstellung, die von dem irischen Architekten Ruairí O’Brien konzipiert wurde. Den Kern der Ausstellung bildet eine begehbare Vitrine in der originalen Gefangenenbaracke. Die Besucher werden hier für die Lebensverhältnisse der damaligen Gefangenen sensibilisiert, denn diese waren den Witterungsbedingungen ausgesetzt. Die Ausstellung ist ein Beispiel für eine lebendige Denkmalpflege.
Die Gemeinde, der ehrenamtliche Förderverein Gedenkstätte Ehrenhain Zeithain e. V. und die Reservistenkameradschaft aus Achim bei Bremen unterstützen die Arbeit der Stiftung Sächsischer Gedenkstätten.
Zudem werden wechselnde Sonderausstellungen und pädagogische Angebote für Schulen angeboten.

## Friedhöfe für die Opfer

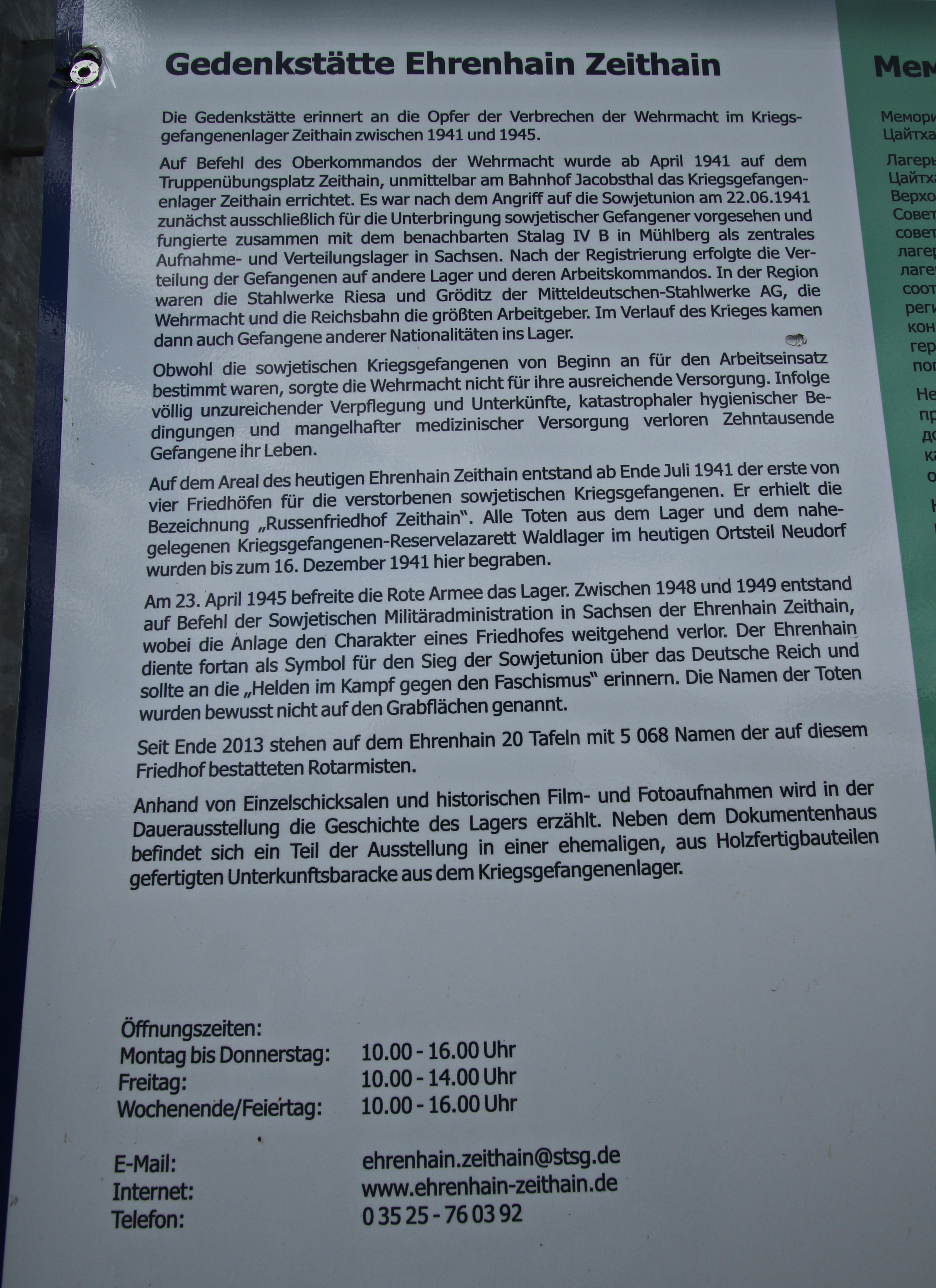
Infotafel zur Gedenkstätte

Vier Friedhöfe für die Opfer des Lagers existieren in der Umgebung des ehemaligen Lagergeländes am Bahnhofsgelände Jacobsthal.

### Ehrenhain Zeithain – Gräberfelder I und V (ehemals „Russenfriedhof Zeithain“)
Das Gräberfeld V, das Gelände des späteren Ehrenhains, wurde in der Nähe des Seuchenlazaretts beim Waldlager, aber weit ab vom Hauptlager errichtet. Zwischen Juli und Dezember 1941 wurden hier Tausende von verstorbenen sowjetischen Kriegsgefangenen in Einzel- und Massengräbern begraben. Vom Eingangsportal zum Obelisk des Ehrenhains verläuft ein Weg, der durch Linden begrenzt ist. Das Gräberfeld V befindet sich rechts und links des Weges mit Massengräbern unter der Rasenfläche. 
Das Gräberfeld I liegt entlang der Bahnlinie Riesa–Gröditz und direkt östlich des Ehrenhains. Im Sommer 1941 wurden mehrere hundert Tote in dem Gräberfeld I in Einzelgräbern beigesetzt.

### Friedhof II – Kriegsgefangenenfriedhof Jacobsthal (ehemals „Russenfriedhof Jacobsthal“)
Hier wurden von Dezember 1941 bis Ende 1942 in 24 Massengräbern etwa 12.000 verstorbene sowjetische Kriegsgefangene beigesetzt. Im Winter 1941/1942 verbreitete sich eine Fleckfieberepidemie im Lager. In der Mitte des Friedhofs steht ein roter Obelisk aus rotem Meißener Granit. Das Friedhofsgelände war bis 1992 sowjetisches, später russisches militärisches Sperrgebiet.

### Friedhof III – Kriegsgefangenenfriedhof Zschepa I (ehemals „Russenfriedhof Truppenübungsplatz, Parzelle 58“)
Hier wurden von Dezember 1942 bis September 1944 8.500 verstorbene sowjetische Kriegsgefangene in 36 Massengräbern in 18 Reihen beigesetzt. Der Friedhof ist etwa einen Kilometer vom Lager entfernt. Das Friedhofsgelände war bis 1992 russisches militärisches Sperrgebiet.

### Friedhof IV – Kriegsgefangenenfriedhof Zschepa II (ehemals „Russenfriedhof Truppenübungsplatz, Jagen 84“)
Hier wurden von September 1944 bis zur Befreiung am 23. April 1945 die verstorbenen sowjetischen Kriegsgefangenen in acht Massengräbern beigesetzt. Die in Lazaretten nach der Befreiung verstorbenen 453 Kriegsgefangenen und Zwangsarbeiter wurden in Einzelgräbern beigesetzt. Im Dezember 1948 gab es weitere fünf Beisetzungen. Um einen mit grauem Granit verkleideten Obelisk ruhen die Toten unter einer Rasenfläche.

## Notizen, Belege für Anmerkungen
1. ↑  Kriegsgefangenenlager Zeithain
2. ↑  Josefine Janert schreibt nach Rücksprache vor Ort von 32.000 Toten. Die tageszeitung, 14. August 2013, S. 5: Das Lager in der Heide. Der Bericht handelt von internationalen Workcamps heute zur Instandhaltung des Lagers und blickt von dort in Lagerzeit zurück
3. ↑  Kriegsgefangenenlager Zeithain
4. ↑  Waldlager Zeithain
5. ↑  Achim Kilian: Mühlberg 1939–1948. Ein Gefangenenlager mitten in Deutschland. Böhlau, Köln 2001, ISBN 3-412-10201-6, S. 181–183 und 202–206.
6. ↑  O’Brien, Ruairí (2005): Microarchitecture. In: Art & Architecture Journal. 02/ 2005, 61, 42–45.
7. ↑  O’Brien, Ruairí (2008): Intercultural Interpretations: Not Wasting Wasteland. In: Ricca Edmondson & Henrika Rau (Hrsg.): Environmental Argument and Cultural Difference. Locations, Fractures and Deliberations, 261–286.
8. ↑  Förderverein
9. ↑  Johanna Klier: Ein Wodka gegen das Vergessen. In: frieden, 02/2020, S. 32–33.
10. ↑  Gedenkstätte Ehrenhain Zeithain
11. ↑  Gräber beim Ehrenhain Zeithain
12. ↑  Kriegsgefangenenfriedhof Jacobsthal
13. ↑  Friedhof III
14. ↑  Friedhof IV

Koordinaten: 51° 20′ 51,5″ N, 13° 21′ 28,9″ O